# Малама, Александр Валерианович
Александр Валерианович Малама (1855—1928) — русский государственный деятель XIX—XX вв.

## Биография
Родился в 1855 году, происходил из дворян Екатеринославской губернии. Окончил Екатеринославскую казённую гимназию (1875), Военно-юридическую академию (1878) с производством 18 (30) июня 1878 г. в губернские секретари и прикомандированием в распоряжение Главного военно-судного управления. 2 (14) марта 1879 г. был определён на службу в Министерство юстиции.
На вершине карьеры успешно выполнял ответственные дипломатические поручения императора Николая II, имел широкие знакомства среди европейских дипломатических кругов. После Октябрьской революции 1917 года, Ленин, по некоторым сведениям, предлагал Маламе престижную должность в Наркомате иностранных дел, однако тот отказался. Вместе с супругой эмигрировал в Эстонию, после заключения в 1920 году между нею и РСФСР мирного договора. В Таллине вместе с женой открыл частную музыкальную студию, где и преподавал.
Жена его, Варвара Александровна (урождённая Арбенева) (скончалась в Таллине в 1939 г.), приходилась двоюродной тётей известному русскому писателю Георгию Иванову, который несколько лет жил у супругов Малама и о котором они заботились.
Также известен как один из первейших заводчиков сеттеров в России начала XX века. Эта порода собак считалась к тому времени уже захиревшей в России, и Малама поставил себе целью возродить её, восстановив полевые качества породы.

## Чины
- коллежский секретарь (18 (30) июня 1881),
- титулярный советник (18 (30) июня 1884),
- коллежский асессор 18 (30) июня 1887,
- надворный советник (18 (30) июня 1890),
- коллежский советник (10 (22) ноября 1892),
- статский советник (10 (22) ноября 1895),
- действительный статский советник (1 (14) января 1901),
- тайный советник (1 (14) января 1909),
- егермейстер (6 (19) декабря 1911).

## Должности
- 16 (28) августа 1882 г. — младший помощник столоначальника Департамента Министерства юстиции;
- 20 октября [1 ноября] 1882 г. — старший помощник столоначальника Департамента Министерства юстиции;
- 1 (13) января 1885 г. — столоначальник Департамента Министерства юстиции;
- 1 (13) апреля 1887 г. — секретарь канцелярии Министерства юстиции;
- 22 (10) ноября 1892 г. — чиновник особых поручений при Министре юстиции VII кл.;
- 1 (13) ноября 1893 г. — чиновник особых поручений при Министре юстиции VI кл.;
- 1 (13) февраля 1896 г. — чиновник особых поручений при Министре юстиции V кл.;
- 30 марта [11 апреля] — 1 (13) июня 1896 г. в командировке в Москве в составе образованного по случаю св. Коронования Их Императорских Величеств временного отделения Министерства юстиции;
- 2 (15) мая 1902 г. — возложено управление временной канцелярией Министерства юстиции;
- 8 (21) июня 1902 г. — член Консультации Министерства юстиции для ревизионных поручений;
- 8 (21) февраля 1909 г. — представитель Министерства юстиции в Совете по железнодорожным делам;
- 12 (25) мая 1910 г. — член Совещания для выяснения вопроса о русском государственном национальном цвете.

## Награды

### Российская империя
- Орден Святого Станислава 3-й ст. (1 (13) января 1885);
- Высочайшее благоволение (ВП 1 (13) января 1888);
- Орден Святого Владимира 4-й ст. (1 (13) января 1889);
- Высочайшее благоволение (ВП 1 (13) января 1892);
- Орден Святого Станислава 2-й ст. (1 (13) января 1892);
- Высочайшее благоволение (ВП 1 (13) января 1893);
- Орден Святого Владимира 3-й ст. (14 (26) мая 1896);
- Орден Святого Станислава 1-й ст. (1 (14) января 1903);
- Орден Святой Анны 1-й ст. (1 (14) января 1906);
- Высочайшая благодарность за устройство Царско-Сельской выставки (1911);
- Орден Святого Владимира 2-й ст. (1 (14) января 1912).
- Медаль «В память царствования императора Александра III» (26 февраля [10 марта] 1896);
- Медаль «В память коронации Императора Николая II» (26 мая [7 июня] 1896);
- Медаль «В память 200-летия Полтавской битвы» (17 (30) июня 1909);
- Знак «В память 200-летия Сената» (24 февраля [9 марта] 1911);
- Медаль «В память 100-летия Отечественной войны 1812 г.» (26 августа [7 сентября] 1912);
- Медаль «В память 300-летия царствования дома Романовых» (1913);
- Орден Белого орла (1914);

### Иностранные
- прусский орден Красного орла 3-й степени (3 (15) декабря 1897);
- французский Орден Почётного легиона, кавалер (3 (15) декабря 1897);
- персидский Орден Льва и Солнца 2-й ст. (1900);
- бухарский Орден Золотой звезды 1-й ст. (1900);
- болгарский Орден «За гражданские заслуги» (1902);
- французский Орден Почётного легиона, офицер (1903).